# Piltene
Piltene (németül: Pilten) kisváros Lettország Balti-tengeri partvidékén.

## Elhelyezkedése
Piltene a Venta folyó partján, Ventspilstől 22 km-re található.

## Története
1220-ban II. Valdemár dán király várat építtetett a Venta folyó partján a Kardtestvérek rendje elleni védelem céljából.
Amikor 1232. február 11-én létrejött a kurlandi püspökség, a püspökség székhelye Piltene lett. Zemgale második, és Kurzeme első püspöke, Balduīns no Alnas 1234-ben érkezett Piltenébe. A püspökség állandó harcban állt a rigai püspökökkel és a Kardtestvérek rendjével. 1290-ben a Teuton Lovagrend birtoka lett és a püspök is a rend hűbéresévé vált.
1520-tól rövid ideig Piltene a Német-római Birodalom szuverén püspök-hercegsége volt.
1557-ben a település városi jogokat kapott. 1560-tól a Kurzemei Hercegség része volt egészen 1795-ig, amikor Lengyelország harmadik felosztásakor az Orosz Birodalom bekebelezte.